# Forth Bridge
Forth Bridge – most kolejowy we wschodniej Szkocji, przerzucony nad zatoką Firth of Forth, pomiędzy miejscowościami Queensferry i North Queensferry. Wraz z biegnącymi równolegle mostami drogowymi Forth Road Bridge i Queensferry Crossing zapewnia komunikację między Edynburgiem na południu a hrabstwem Fife na północy. Most, według projektu inżyniera Johna Fowlera, zbudowano w latach 1879–1890. W 2015 roku został wpisany na listę światowego dziedzictwa UNESCO.

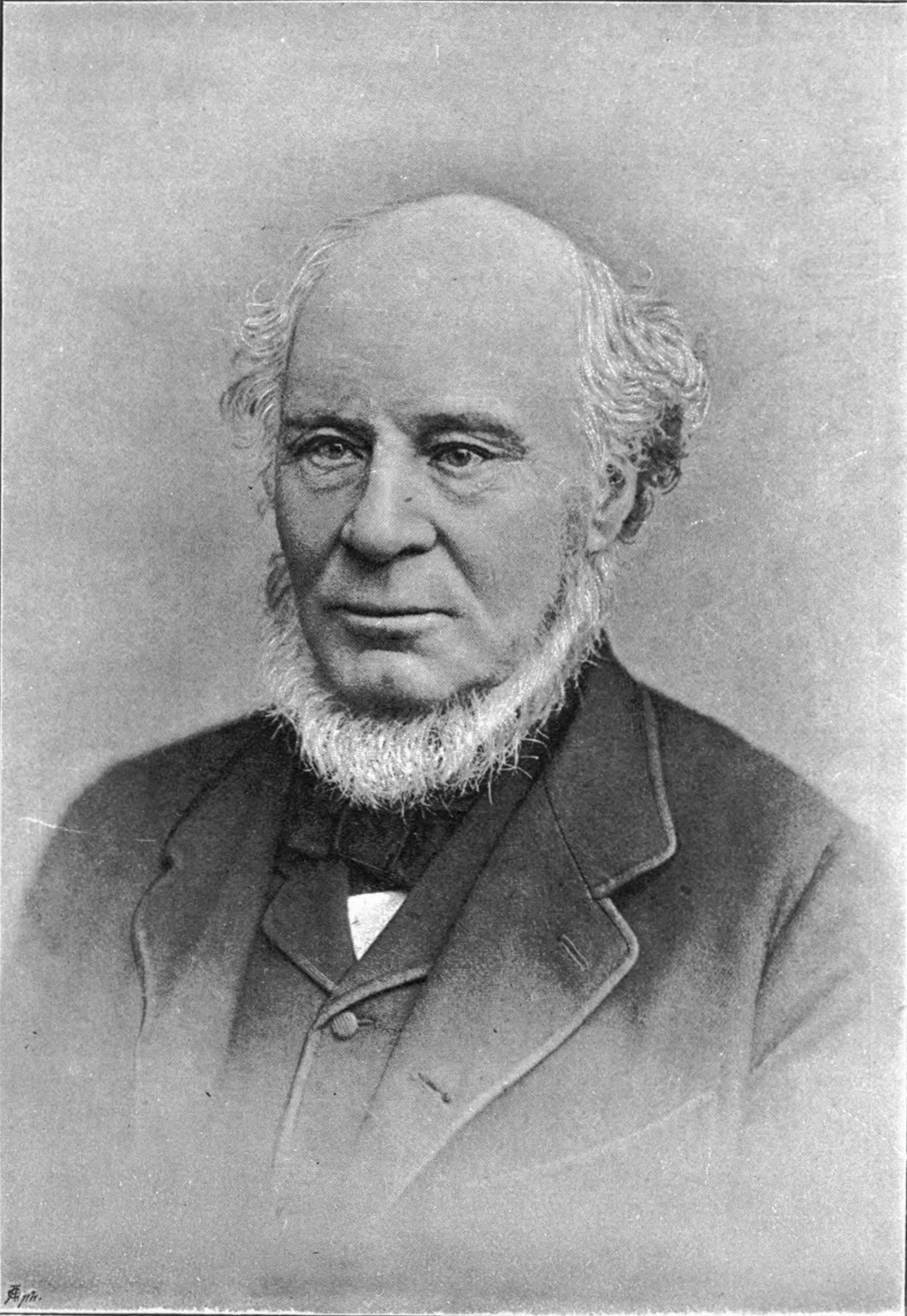
Portret Johna Fowlera, projektanta Forth Bridge

## Konstrukcja

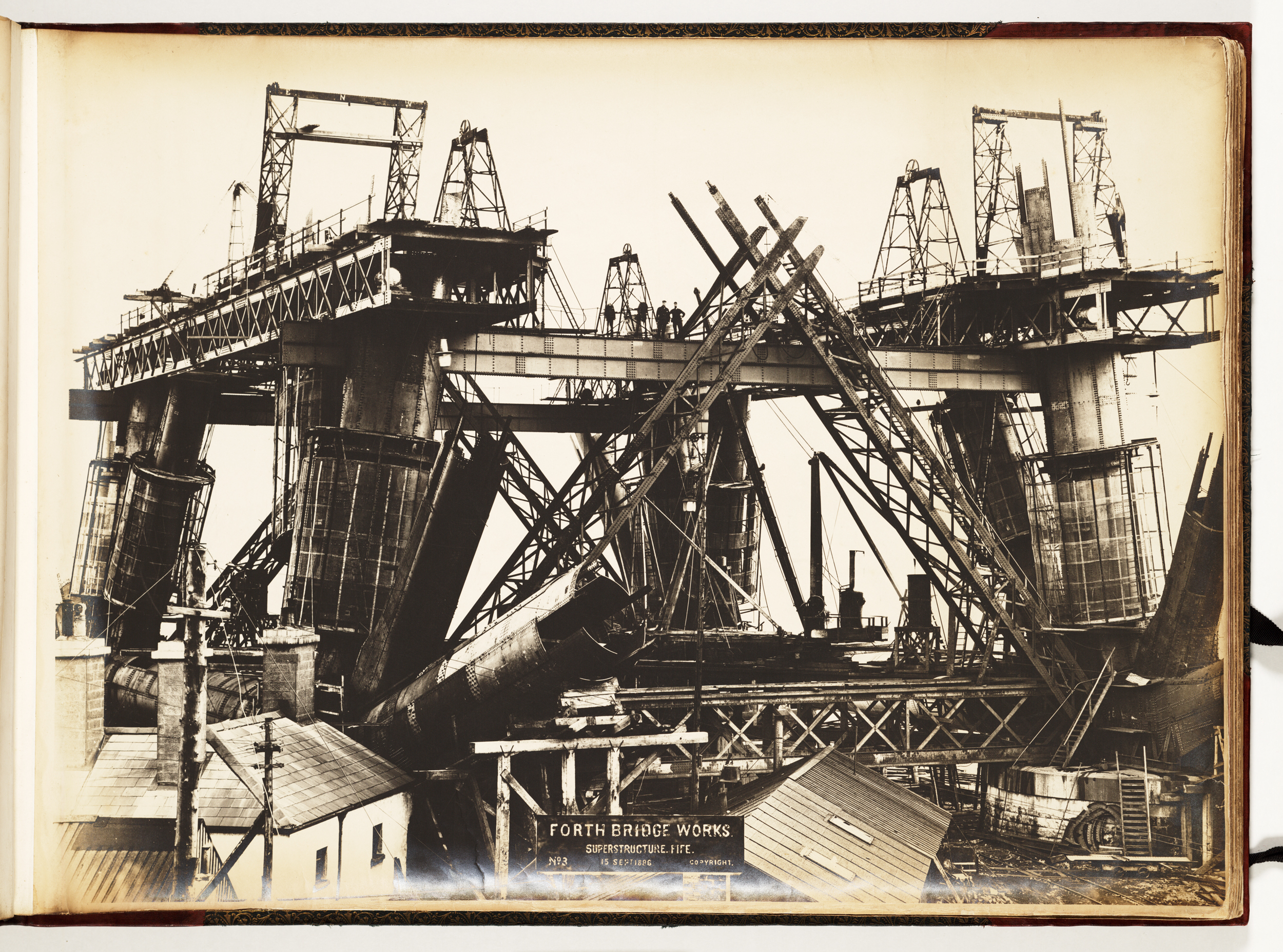
W trakcie budowania mostu

Most o długości całkowitej wynoszącej 2,5 kilometra składa się z trzech masywnych filarów o konstrukcji kratownicowej w kształcie rombu oraz czterech mniejszych wiaduktów. Każdy romb ma 110 metrów wysokości, natomiast rozpiętość pomiędzy nimi wynosi 521 metrów.
Ruch pociągów przebiega w odległości 50 metrów od lustra wody, co praktycznie uniemożliwia wpływanie większych statków w głąb lądu. Do budowy zużyto około 54 000 ton stali, którą zamocowano przy użyciu 6,5 mln nitów.